# Immanuel Velikovsky
Immanuel Velikovsky (10. června 1895, Bělorusko – 17. listopadu 1979) byl psychiatr, lékař a vědec. Je známý jako autor řady kontroverzních knih o starověké historii. Zasloužil se o založení Hebrejské university v Jeruzalémě. Je autorem knihy Worlds in Collision, která se stala americkým bestsellerem. Kniha byla vydána v roce 1950. Ve svých knihách Velikovsky používá komparativní mytologii a obrací se na starověké literární prameny včetně Starého zákona. Podle Velikovského Země v minulosti zažila srážky s jinými planetami, hlavně s Venuší a Marsem.

## Životopis
Immanuel Velikovský se narodil v roce 1895 v prosperující židovské rodině ve Vitebsku v Rusku jako syn Šimona (Simon Yehiel) Velikovsky (1859–1937) a Beila Grodensky. Už jako dítě se naučil několik jazyků. Studoval na gymnáziu v Moskvě, kde vynikal v ruštině a matematice. Gymnázium absolvoval se zlatou medailí v roce 1913. Velikovský poté odcestoval do Evropy, navštívil i Palestinu. Krátce studoval medicínu v Montpellier ve Francii a absolvoval kurzy premedikace na univerzitě v Edinburghu. Před vypuknutím první světové války se vrátil do Ruska, zapsal se na univerzitu v Moskvě a v roce 1921 obdržel titul doktor medicíny.
Po získání lékařského titulu odešel z Ruska do Německa, do Berlína. S finanční podporou svého otce Velikovský vydal a publikoval dva svazky vědeckých prací přeložených do hebrejštiny. Svazky byly nazvány Scripta Universitatis Atque Bibliothecae Hierosolymitanarum ("Psaní Jeruzalémské univerzity a knihovny"). Spolu s Albertem Einsteinem připravil skripta, zabývající se matematikou a fyzikou. Tento projekt byl základním kamenem při budování Hebrejské univerzity v Jeruzalémě, neboť nová univerzita darovala kopie těchto skript knihovnám jiných akademických institucí výměnou za bezplatné darování kopií publikací od těchto institucí. V roce 1923 se Velikovský oženil s houslistkou Elishevou Kramerovou.

## Emigrace do USA
Velikovský žil v Palestině od roku 1924 do roku 1939. Pracoval zde v oblasti obecné lékařské praxe, psychiatrie a psychoanalýzy, kterou studoval u Wilhelma Stekela, žáka Sigmunda Freuda ve Vídni. Během této doby publikoval asi tucet dokumentů v lékařských a psychoanalytických časopisech. Publikoval také ve Freudově periodiku Imago. V roce 1939 Velikovský v předtuše války odešel s rodinou do New Yorku. Měl v úmyslu strávit zde sabbatický rok prací na své knize Oedipus a Akhenaton. Kniha byla inspirována Freudovou knihou Mojžíš a monoteismus, ve které Freud uváděl možnost, že faraon Achnaton (Akhenaton) byl legendární Oidipus. Freud tvrdil, že Achnaton, údajně monoteistický egyptský faraon, byl zdrojem náboženských principů, které Mojžíš poté učil izraelský lid po odchodu z Egypta a během putování židů pouští. Freudovo přesvědčení bylo zčásti založeno na podobě Žalmu 104 v bibli a na egyptském hymnu objeveném na zdi hrobky Achnatonova generála Ai v městě Achetaton. Aby vyvrátil Freudovu myšlenku a v touze dokázat Exodus jako takový, Velikovský hledal důkazy pro odchod Židů z Egypta a jejich putování pouští v egyptských dokumentech. Jedním takovým dokumentem byl dokument známý jako Ipuwerský papyrus, o kterém se Velikovský domníval, že popisuje události podobné několika biblickým ranám. Na základě papyru se Velikovský rozhodl revidovat konvenční chronologii starověkých dějin.

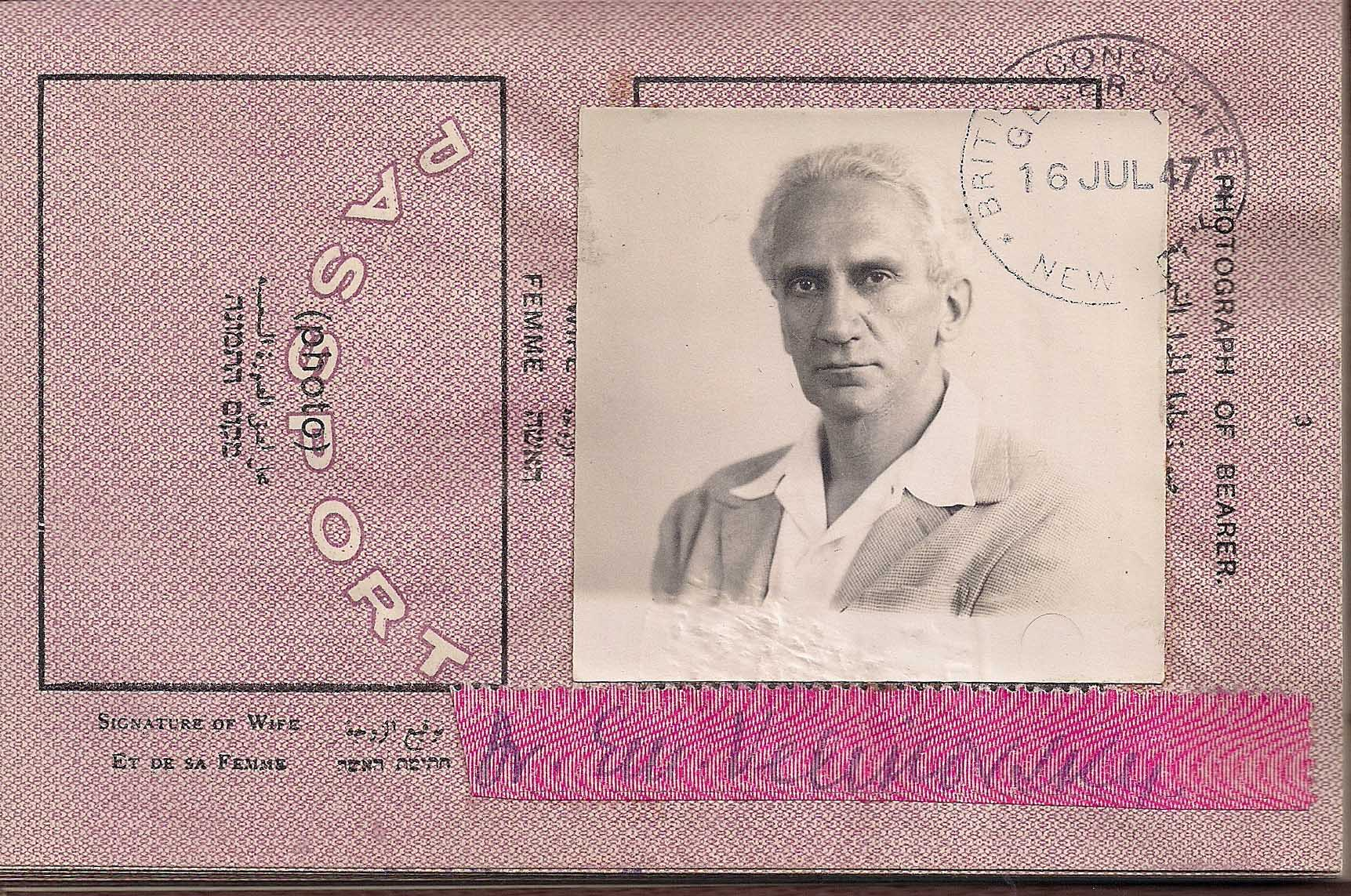
Dr.Immanuel Velikovsky 1947, pasová fotografie

## Dílo
Během několika týdnů po příchodu Velikovského do USA začala druhá světová válka. Místo svého původního knižního projektu začal Velikovský rozvíjet radikální teorii, zvanou Kosmologie, která ho proslavila. Po zbytek druhé světové války pokračoval ve výzkumu a psaní o svých názorech, hledal prostředky k jejich šíření do akademické sféry a veřejnosti. Soukromě publikoval v roce 1945 dvě své práce Scripta Academica, brožury shrnující jeho teorie: Theses for Reconstruction of Ancient History a Cosmos Without Gravitation. V roce 1947 poslal kopie brožur do akademických knihoven a také různým učencům, včetně Harvardského astronoma Harlowa Shapleyho. Jeho knihu Worlds in Collision Velikovskému osm vydavatelství odmítlo. Nakonec byla kniha vydána u Macmillan Publishers Ltd, významném nakladatelství na trhu s akademickými učebnicemi. Ještě předtím, než se kniha objevila, nakladatelství Harper's Magazine stejně jako Reader's Digest publikovalo velmi pozitivní recenzi. Obě nakladatelství byla napadena zuřivými oponenty. Když se Harlow Shapley dozvěděl o vydání díla, s jehož obsahem byl obeznámen z brožury, kterou mu Velikovský zaslal, byl velmi rozzloben. Dokonce vyhrožoval organizací bojkotu obou vydavatelství. Během dvou měsíců byla proto kniha převedena na vydavatelství Doubleday. Kniha se stala v USA bestselerem. V roce 1952 Doubleday publikoval první z Velikovského revidovaných chronologických dokumentů Ages in Chaos, následovaný v roce 1955 dokumentem Earth in Upheaval, pojednávajícím o geologii. V listopadu 1952 se Velikovsky přestěhoval z Manhattanu do Princetonu v New Jersey.
Pro většinu 50. a 60. let dvacátého století byl Velikovský na univerzitách a vědeckých pracovištích persona non grata. Po tomto období začal přijímat pozvání k přednáškám. Přednášel, často k rekordním davům, na univerzitách napříč Severní Amerikou. V roce 1972 Kanadská rozhlasová společnost vysílala hodinovou televizní relaci o specializaci Velikovského a o jeho díle, po níž následovalo třicet minut dokumentárního filmu BBC 1973 .
Během zbytku sedmdesátých let Velikovský věnoval velkou část svého času a energie vyvracení své kritiky v akademické oblasti. Pokračoval v cestě po Severní Americe a Evropě, pořádal přednášky a obhajoval své myšlenky. V té době už nebyl nejmladší, trpěl diabetem a měl diagnostikovanou klinickou depresi, která podle jeho dcery mohla být zaviněna pokračujícím odmítáním jeho práce. Zemřel v roce 1979.